# Hypaeus taczanowskii
Hypaeus taczanowskii là một loài nhện trong họ Salticidae.
Loài này thuộc chi Hypaeus. Hypaeus taczanowskii được Cândido Firmino de Mello-Leitão miêu tả năm 1948.